# Goya Kitenge Bijoux
Goya Kitenge Bijoux, née le 20 novembre 1968 à Lubumbashi dans la province du Shaba, est une femme politique de la république démocratique du Congo, élue sénatrice pour la première fois en 2006 et réélue pour son second mandat parlementaire le 15 mars 2019 pour la province du Haut-Katanga.